# Saint-Hilaire-de-Poitiers

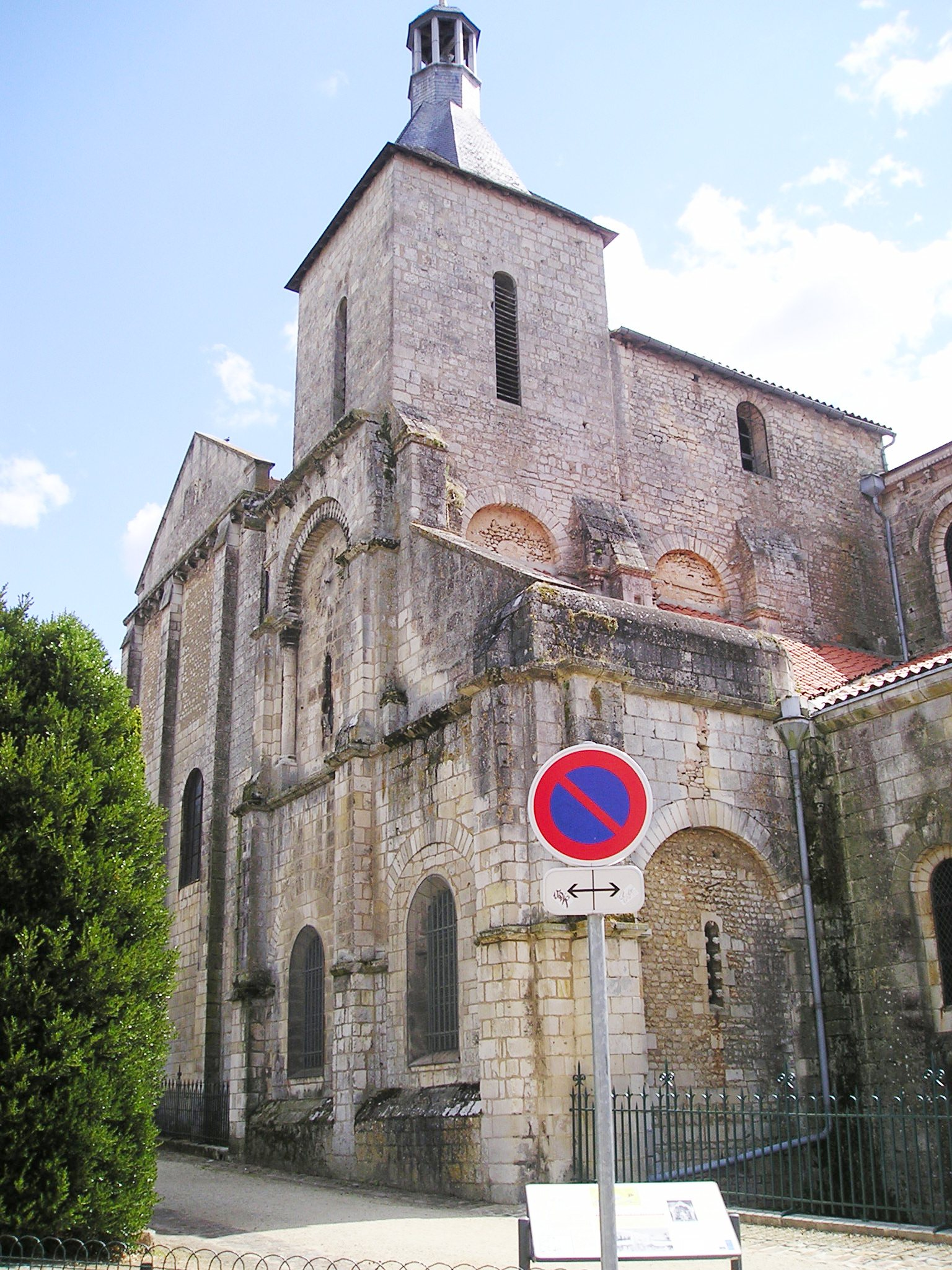
St-Hilaire in Poitiers

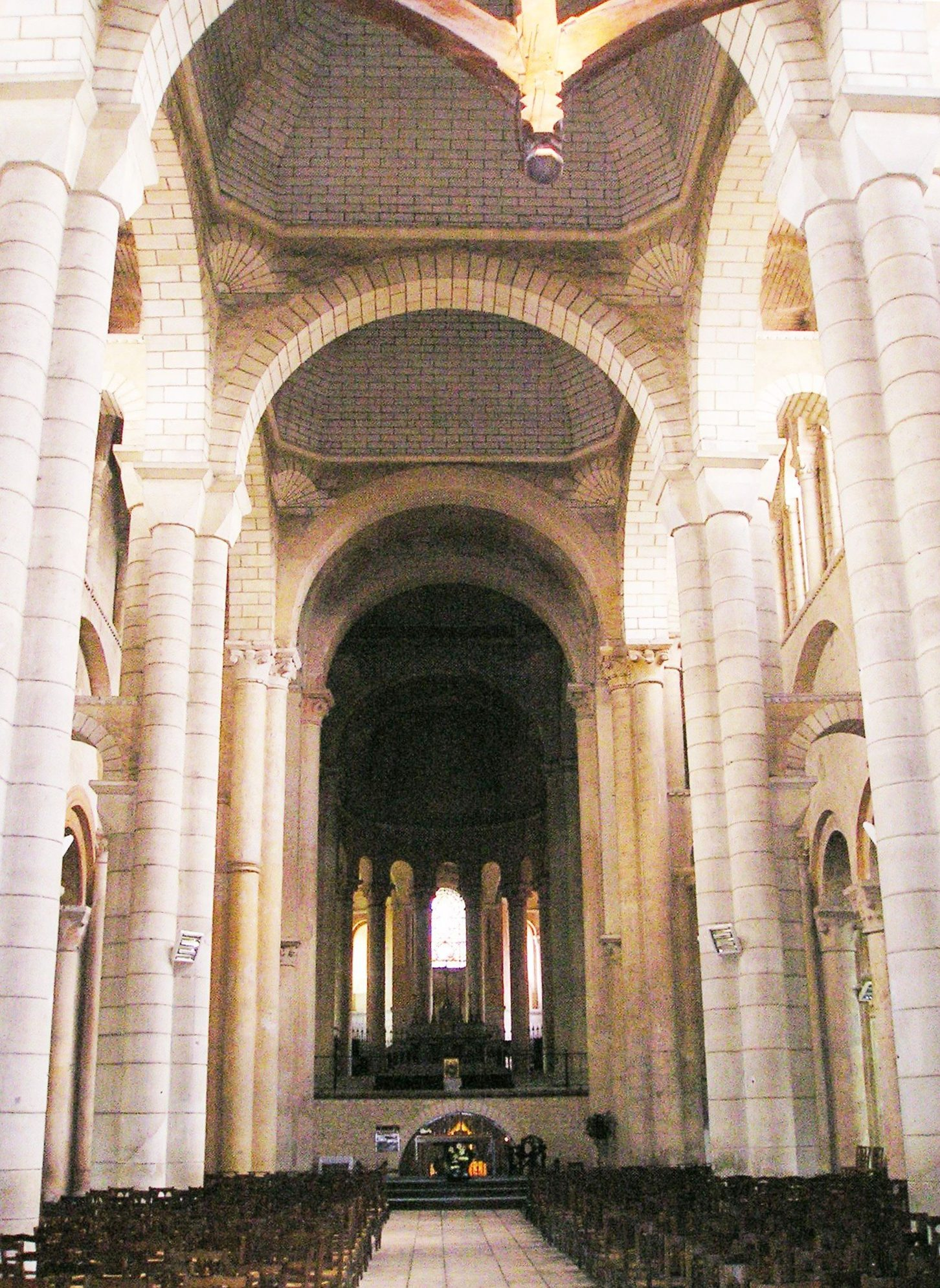
St-Hilaire in Poitiers

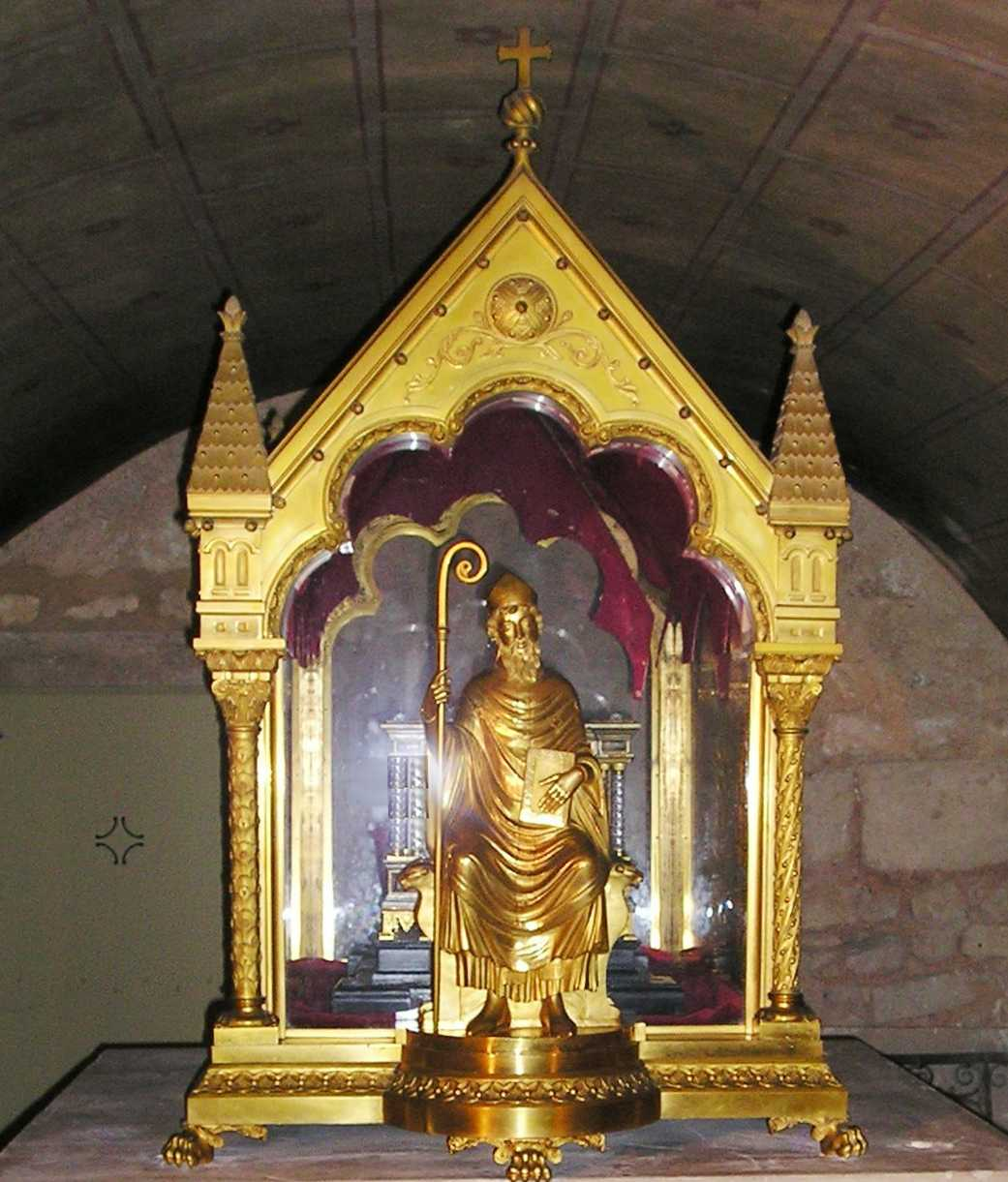
St-Hilaire in Poitiers, Reliquienschrein in der Krypta

Saint-Hilaire-de-Poitiers war ein vor 511 gegründetes Kloster im französischen Poitiers. Sein zentraler Teil ist heute die Basilika St. Hilaire-le-Grand de Poitiers. Diese ist seit 1998 als Teil des Weltkulturerbe der UNESCO „Jakobsweg in Frankreich“ ausgezeichnet.

## Mittelalter
An gleicher Stelle – damals außerhalb der Stadt – befand sich im 4. Jahrhundert eine gallorömische Nekropole. Hilarius von Poitiers ließ hier um 370 ein Oratorium erbauen, das er zwei römischen Märtyrern der Jahre 362/363 widmete, Johannes und Paulus, und in dem er der Überlieferung nach 367/368 auch bestattet wurde.
Bereits im Jahr 412 wurde das Oratorium von den Vandalen zerstört, 453 von den Hunnen, das danach errichtete Kloster 732 von den Arabern und 863 und 865 von den Wikingern, wurde aber immer wieder neu aufgebaut.
Im Jahr 450 flohen die Mönche, die an Hilarius’ Grab lebten, vor der Invasion der Westgoten und gründeten auf ihrer Flucht die Abtei Saint-Maixent.
Venantius Fortunatus, Bischof von Poitiers, berichtet um 570, ein Licht in der Basilika habe den Frankenkönig Chlodwig I. im Jahr 507 dazu gebracht, unmittelbar nach einem Gebet in der Kirche, in die Schlacht von Vouillé gegen die Westgoten und ihren König Alarich II. zu ziehen, in deren Folge der Südwesten Galliens unter seine Herrschaft kam. Um 575 berichtet Gregor von Tours in seiner Kirchengeschichte der Franken in diesem Zusammenhang von einer Feuerkugel.
Wenige Jahre später wird das Kloster mittels Schenkungen Chlodwigs wiedererrichtet. Mosaiken aus diesem Bau wurden 1856 bei Grabungen im Kirchenschiff entdeckt.
Eine Urkunde aus dem Jahr 732, in der Pippin der Jüngere dem Kloster seine Privilegien bestätigt, ist die älteste erhaltene Dokument der Abtei.
Im 9. Jahrhundert wurden die Reliquien des heiligen Hilarius von Poitiers, die bereits durch die Zerstörungen und Brände gelitten hatten, zum Schutz vor erwarteten weiteren Überfällen der Wikinger nach Le Puy-en-Velay gebracht. Dort wurden sie erst 1655 wiederentdeckt, zurückgegeben wurde allerdings nur der linke Oberarmknochen. Der Reliquienschrein befindet sich in der Krypta der Kirche.
Ab 935 waren die Grafen von Poitou und Herzöge von Aquitanien Laienäbte von Saint-Hilaire, ein Privileg, das 1204 an die französische Krone überging.

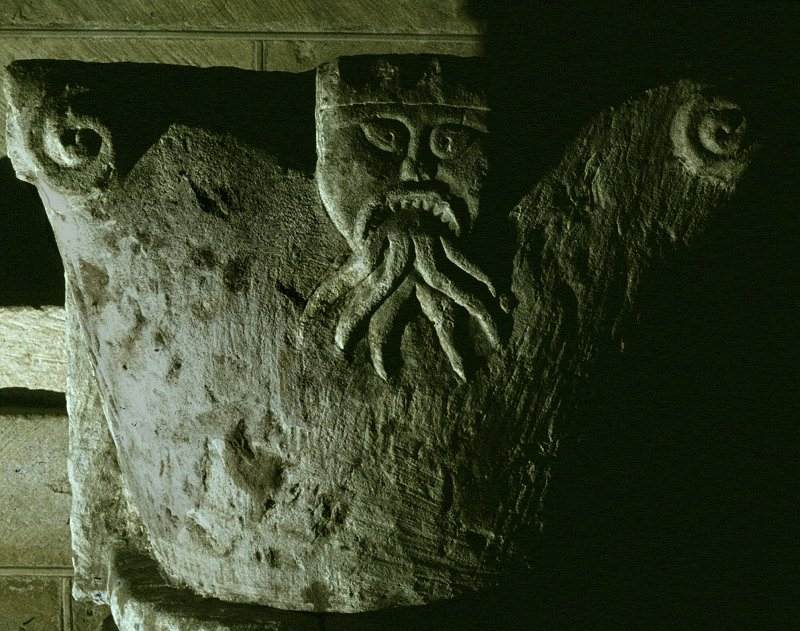
Schlangenspeier 11. Jahrhundert oder Blattmaske?

Nach der Chronik von Saint-Maixent ließ Emma von der Normandie, † 1052, Tochter des Herzogs Richard I. und Witwe des anglo-skandinavischen Königs Knut der Große, einen Teil der Klosterkirche errichten, die unter der Regie von Agnes von Burgund, † 1068, die dritte Ehefrau des aquitanischen Herzogs Wilhelm V. († 1030) fertiggestellt wurde: die heutige – romanische – Basilika St. Hilaire-le-Grand. Einer ihrer Berater wird Fulbert von Chartres gewesen sein, der von 1022 bis zu seinem Tod 1028/29 Thesaurarius (Schatzmeister, Kämmerer) des Klosters war. Der Neubau wurde am 1. November 1049 (das Datum ist umstritten) geweiht.
Um 1060–1070 wurde nach den Miracles de Saint Hilaire, verfasst um 1115–1130, das Dach des Hauptschiffs durch ein Steinkonstruktion erneuert, die durch zusätzliche Pfeiler gestützt werden musste.
Papst Gregor VII. stellte die Abtei unter den Schutz von Saint-Siège und begrenzte die Zahl der Kanoniker auf 60.
Das Portal im flamboyanten Stil wurde 1474 erbaut.

## Neuzeit
In den Religionskriegen wurde die Abtei zweimal 1562 und 1590 durch die Protestanten zerstört, aber schnell restauriert.
Während der Französischen Revolution wurde das Kloster zerstört und wieder aufgebaut in der zweiten Hälfte des 19. Jahrhunderts. Das Portal wurde neu gestaltet.